# هفت بيكر
هفت بيكار وتعرف أيضاً باسم باهرامنامه هي ملحمة رومانسية للشاعر نظامي الكنجوي كتبها في عام 1197.تشكل هذه القصيدة جزءًا من قصيدته خمسة.العنوان الأصلي باللغة الفارسية هفت بيكار يمكن ترجمتها حرفيًا على أنها «سبع صور» بالمعنى المجازي لـ «سبع جماليات».كلتا الترجمتين لها مغزى ولا شك أن الشاعر استغل غموض الكلمات عن قصد.كانت القصيدة مخصصة لعلاء الدين كوربي أرسلان بن آق سنقر حاكم مراغة من أسرة الأحمديليون. القصيدة هي تحفة في الأدب الجنسي لكنها أيضًا عمل أخلاقي عميق.

## انظر ايضا
- خمسة نظامي